# Homenagem ao Artista
Homenagem ao Artista foi um quadro exibido dentro do Programa Raul Gil, na Band, entre 2006 e 2010. Em 2014 voltou a ser exibido no SBT.

## Homenageados
| - 1. Joel Marques - 2. Alceu Valença - 3. Altay Veloso - 4. Jorge Vercillo - 5. Odair José - 6. Luiz Ayrão - 7. Ivan Lins - 8. Leoni - 9. Wando - 10. Chico Amado - 11. Carlos Randall - 12. Francis Hime - 13. Roberta Miranda - 14. Nando Reis - 15. Evaldo Gouveia - 16. Flávio Venturini - 17. Roupa Nova - 18. Fátima Leão - 19. Guilherme Arantes - 20. Moacyr Franco - 21. Nando Cordel - 22. Carlos Colla - 23. Renato Teixeira - 24. Michael Sullivan - 25. Belchior - 26. Peninha - 27. Chitãozinho & Xororó - 28. Leonardo - 29. Daniel - 30. Bruno & Marrone - 31. Rick & Renner - 32. Edson & Hudson - 33. Zezé Di Camargo & Luciano - 34. Alcione | - 35. Benito di Paula - 36. Jair Rodrigues - 37. Beth Carvalho - 38. Oswaldo Montenegro - 39. Teodoro & Sampaio - 40. Toquinho - 41. Dominguinhos - 42. Rio Negro & Solimões - 43. Sergio Reis - 44. Angela Maria - 45. Erasmo Carlos - 46. Gino & Geno - 47. Tonico & Tinoco - 48. Luiz Carlos (vocalista do Raça Negra) - 49. Martinho da Vila - 50. Fafá de Belém - 51. Reginaldo Rossi - 52. Fagner - 53. Ivete Sangalo - 54. Paulo Ricardo - 55. Lulu Santos - 56. Chrystian & Ralf - 57. Exaltasamba - 58. Amado Batista - 59. Zélia Duncan - 60. Sandy & Junior - 61. Sandra de Sá - 62. Revelação - 63. Brasileiros indicados ao Grammy Latino - 64. Elba Ramalho - 65. Leci Brandão - 66. Wanderléa - 67. Simone - 68. Cidade Negra | - 69. Alexandre Pires - 70. Daniela Mercury - 71. Latino - 72. Fala Mansa - 73. Ataíde & Alexandre - 74. KLB - 75. Zé Ramalho - 76. Milionário & José Rico - 77. Aline Barros - 78. Daniel Gonzaga - 79. Demônios da Garoa - 80. Kelly Key - 81. Gian & Giovani - 82. Ronnie Von - 83. Diante do Trono - 84. Joanna - 85. Calypso - 86. Dudu Nobre - 87. José Augusto - 88. Zé Henrique & Gabriel - 89. Kleiton & Kledir - 90. Cassiane - 91. Tatau (ex-vocalista do Terra Samba) - 92. Felipe & Falcão - 93. Golden Boys - 94. Agnaldo Rayol - 95. Wanessa - 96. Guilherme & Santiago - 97. Emílio Santiago - 98. Rosanah Fienngo - 99. Ed Motta - 100. Nalva Aguiar |